# Hongchun Ping
Hongchun ping (chinesisch 洪椿坪, Pinyin Hóngchūn píng) ist einer der wichtigsten buddhistischen Tempel im Gebirge Emei Shan auf dem Gebiet von Emeishan in der südwestchinesischen Provinz Sichuan, das zu den Vier heiligen Bergen  des Buddhismus in China zählt. Es ist ein Nationaler Schwerpunkttempel des Buddhismus in han-chinesischen Gebieten. Er wurde ursprünglich in der Zeit der Ming-Dynastie von Zen (Chan)-Meister Chushan Xingyi 楚山性一 erbaut.
In der Zeit der Qing-Dynastie wurde der Tempel neu erbaut. Sein Name rührt daher, weil vor dem Tempel drei riesige Chinesische Surenbäume (Toona sinensis) standen. In der Zeit des sino-japanischen Krieges wohnte Tschiang Kai-schek für kurze Zeit hier.
Wichtige Gebäude des Tempels sind Haupttor, Guanyin (Göttin der Barmherzigkeit)-Halle, Haupthalle, Samantabhadra-Halle.

## Denkmal
Der Tempel steht seit 1961 auf der Liste der Denkmäler der Volksrepublik China (1-133). Der Tempel steht auch auf der Liste der Denkmäler der Provinz Sichuan.

## Alternativnamen
Hongchun ping 洪椿坪, Qianfo an 千佛庵, Qianfo chanyuan 千佛禅院